# Mykoła Nakoneczny
Mykoła Łeonidowycz Nakoneczny, ukr. Микола Леонідович Наконечний (ur. 10 września 1981 w Nikopolu, w obwodzie dniepropetrowskim) – ukraiński piłkarz, grający na pozycji pomocnika.

## Kariera piłkarska

### Kariera klubowa
Na początku 1998 rozpoczął karierę piłkarską w zespole Borysfen Boryspol. We wrześniu 2000 został wypożyczony do farm klubu Roś Biała Cerkiew. Latem 2002 został piłkarzem Arsenału Kijów, w składzie którego 7 lipca 2002 debiutował w Wyższej Lidze w meczu z Szachtarem Donieck. W sezonie 2004/05 rozegrał tylko 4 gry, dlatego na początku 2005 zmienił klub na Obołoń Kijów. Po zakończeniu sezonu 2004/05 po dymisji trenera Ołeksandra Riabokonia został wystawiony na transfer. Jednak przez brak propozycji na kupno piłkarza, rundę jesienną sezonu 2005/06 spędził w drugiej drużynie Obołoni. Dopiero na początku 2006 podpisał kontrakt z mołdawskim Tiligul Tyraspol. Potem występował w amatorskim zespole Inter Bojarka. Latem 2009 został piłkarzem drugoligowej drużyny Jednist' Płysky, a na początku 2010 przeszedł do gruzińskiego klubu Gagra Tbilisi, z którym awansował do Umaglesi Liga. W lutym 2012 został piłkarzem Wołyni Łuck, ale nie zagrał żadnego meczu i po zakończeniu sezonu 2011/12 opuścił klub z Łucka.

### Kariera reprezentacyjna
Występował w juniorskiej reprezentacji Ukrainy na Mistrzostwach Świata U-20 w Argentynie. W latach 2001–2002 bronił barw młodzieżowej reprezentacji Ukrainy.

## Sukcesy i odznaczenia

### Sukcesy klubowe
- mistrz Gruzińskiej Pierwszej Ligi: 2011
- zdobywca Pucharu Gruzji: 2011

### Sukcesy reprezentacyjne
- uczestnik turnieju finałowego Mistrzostw Świata U-20: 2001

### Sukcesy indywidualne
- wybrany do listy 33 najlepszych piłkarzy roku na Ukrainie: 2002 (nr 2)